# 泰坦尼克号轮机舱英雄纪念碑
53°24′22″N 2°59′53″W / 53.4061°N 2.9981°W
泰坦尼克号轮机舱英雄纪念碑（Memorial to the Engine Room Heroes of the Titanic）是英格兰利物浦海滨的一个花岗岩纪念碑，献给在灾难期间留在船上而死难的244名工程人员。
利物浦市与1912年4月15日造成1517人丧生的泰坦尼克号海难事故紧密相关。“泰坦尼克号”属于1845年在利物浦成立的白星航运公司，利物浦是其注册港，在船的尾部可以看到“泰坦尼克号，利物浦”字样。这座纪念碑是英国第一座工人的纪念碑。
该纪念碑由威廉·高斯科姆·约翰爵士设计，建于1916年。它高48英尺（14.6）。纪念碑是II*级登录建筑 纪念碑在第二次世界大战期间曾遭轰炸，痕迹仍可见到。
在英格兰南安普敦还有一个泰坦尼克号工程师纪念碑（Titanic Engineers' Memorial, Southampton），纪念泰坦尼克号上的工程师。阿尔伯特码头的默西塞德郡海事博物館中有许多来自泰坦尼克号的文物。

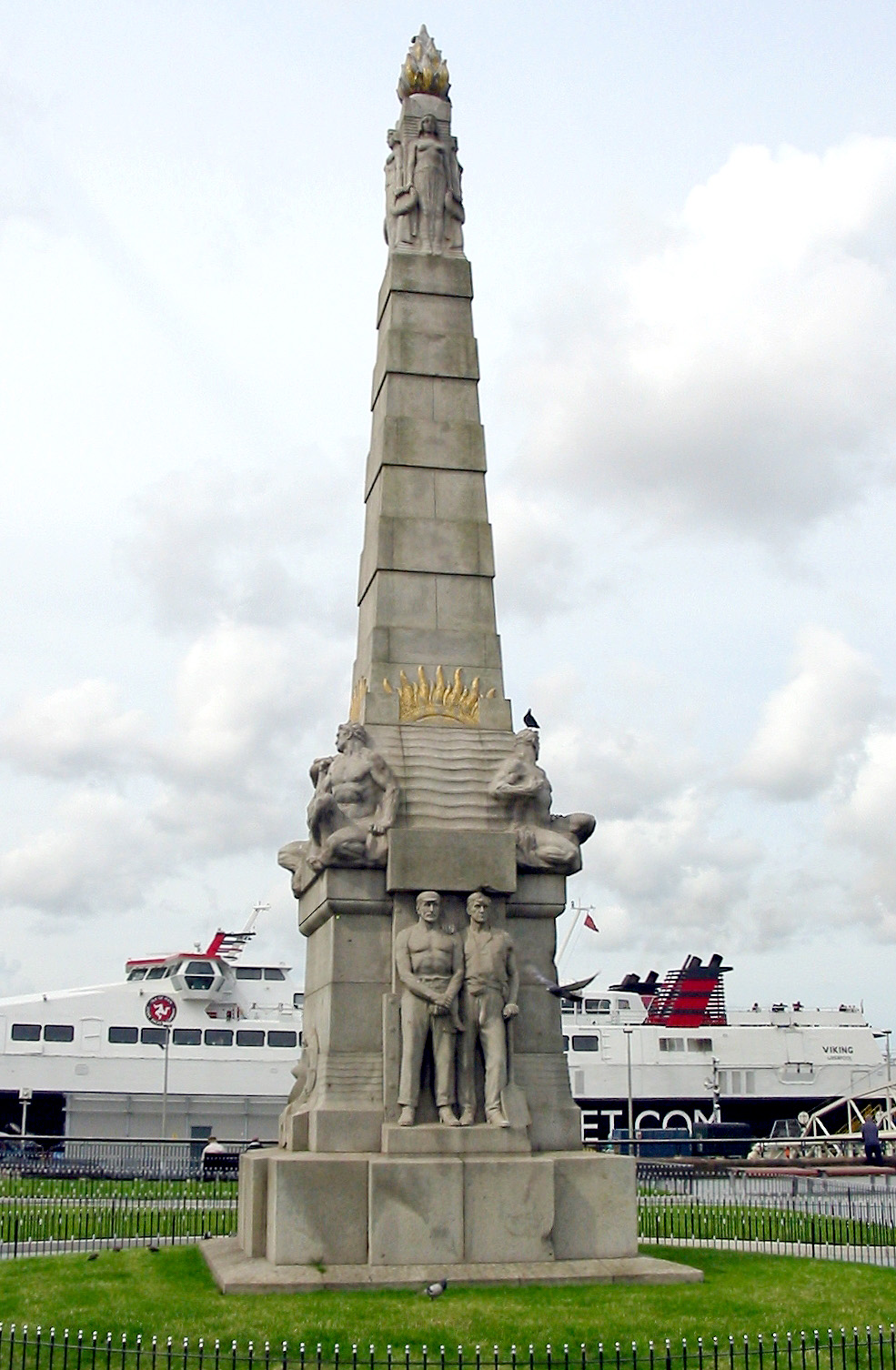
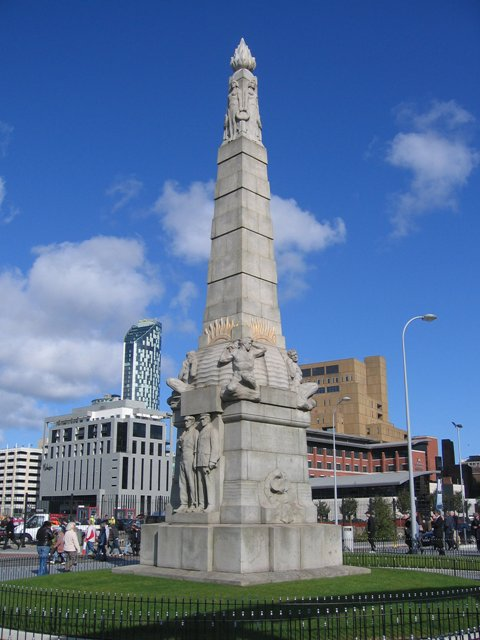
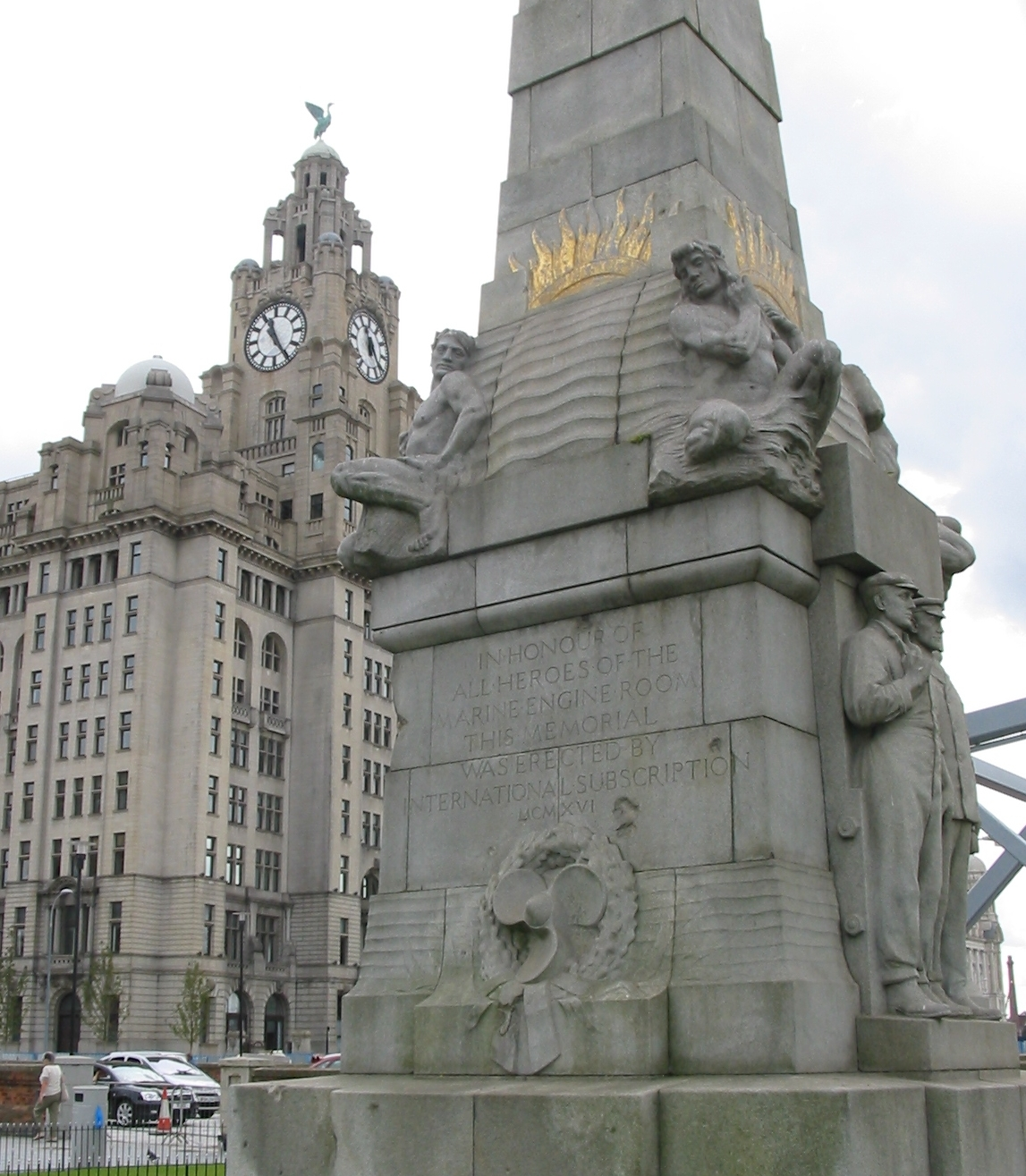